# Armary

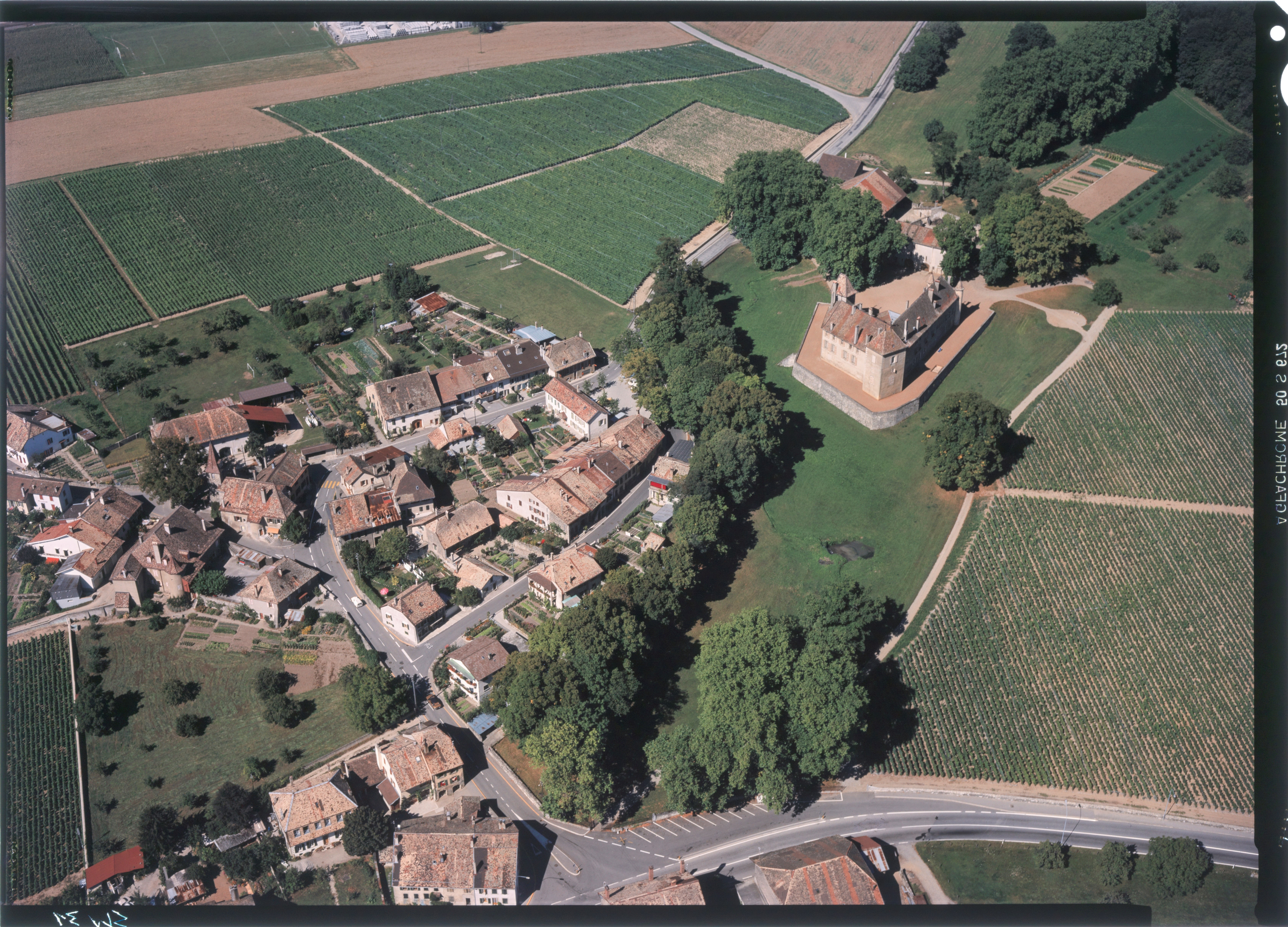
Schloss Allaman mit Schlossweiher

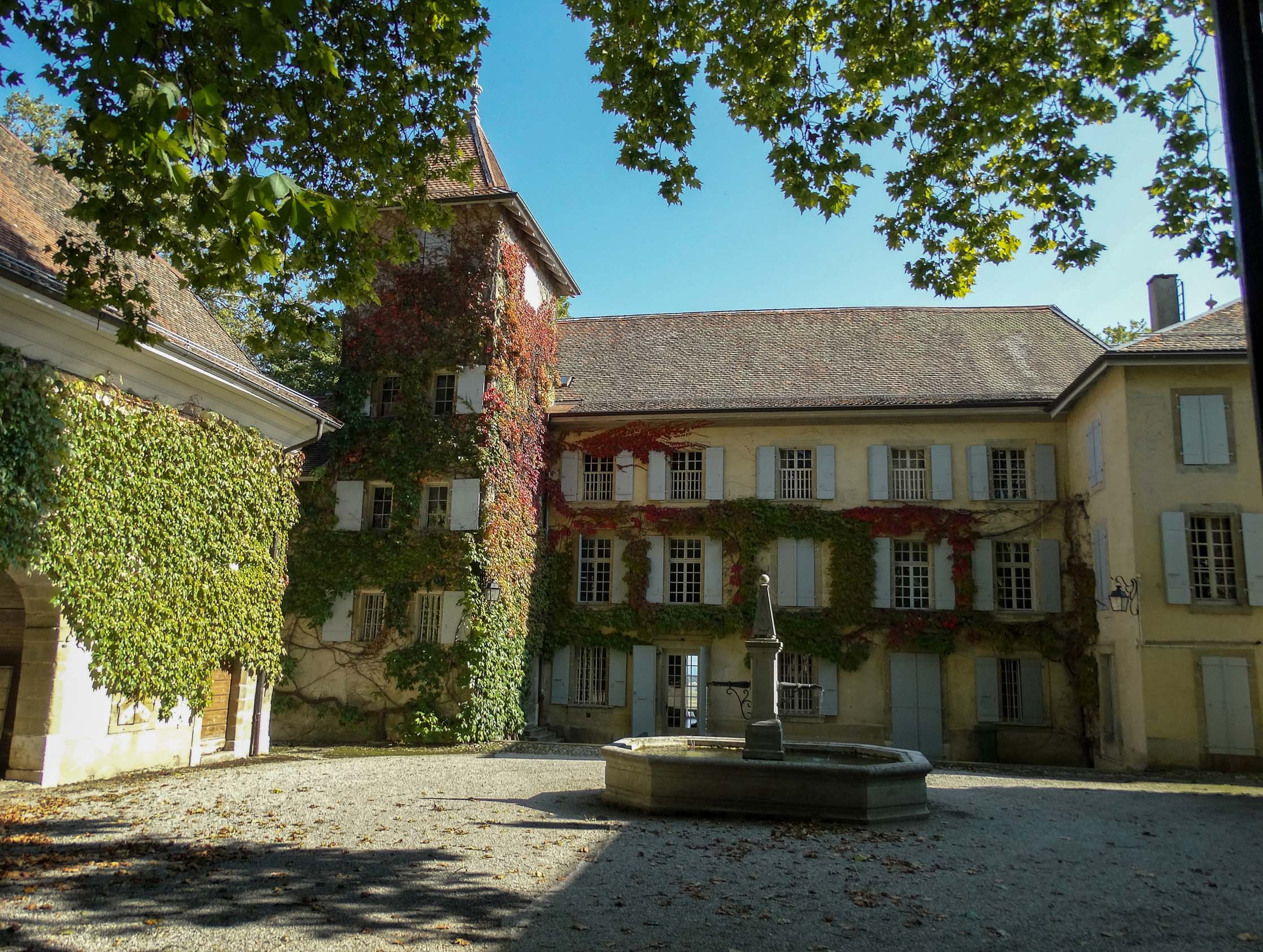
Brunnen in Aubonne

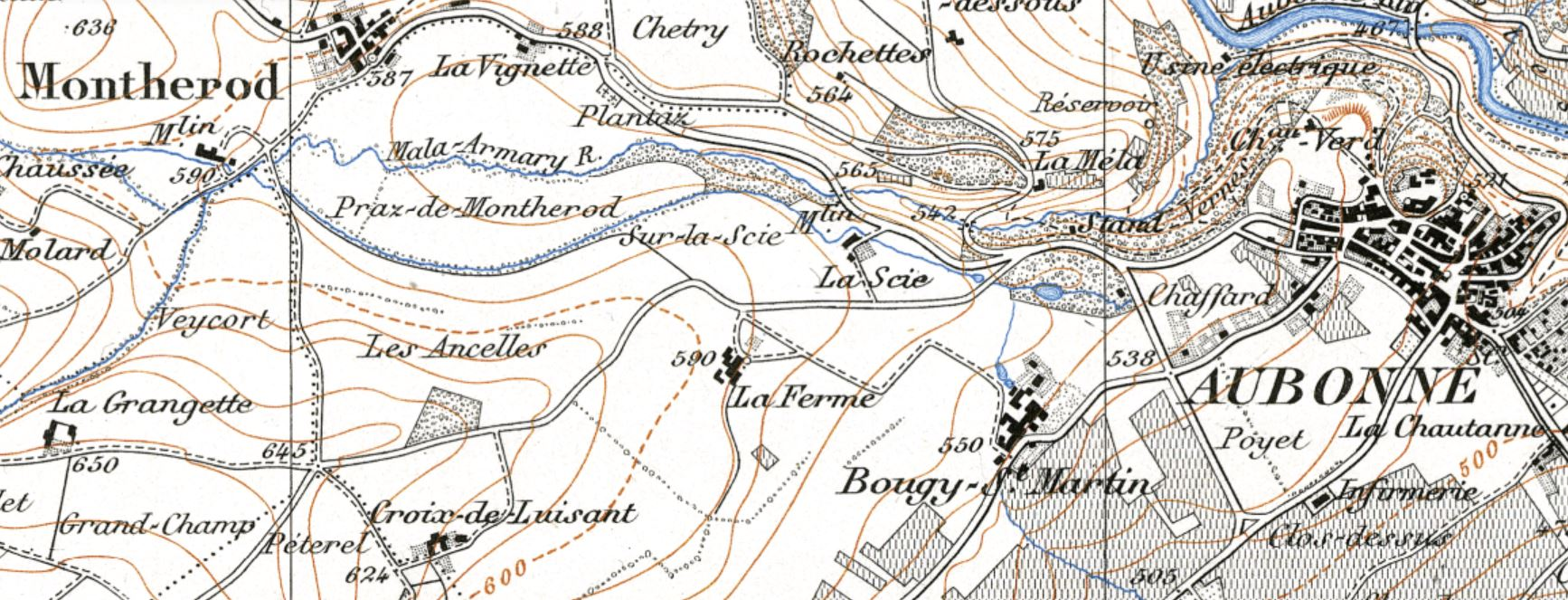
Armary zwischen Montherod und Aubonne

Der Armary ist ein künstlich angelegter Kanal im schweizerischen Bezirk Morges, der einerseits der Wasserzufuhr in die Stadt Aubonne dient und dessen zweiter Ast bei Allaman in den Genfersee mündet.
Die Topographie in der Nähe des Schlosses Allaman legt es nahe, dass an dieser Stelle bereits früher ein natürlicher Bach von der Geländeterrasse oberhalb des Dorfes Allaman zum Seeufer floss. Davon zeugt das kleine Erosionstal neben dem Schloss.
Wohl schon im Mittelalter entstand der rund drei Kilometer lange Kanal zur Versorgung der im 12. Jahrhundert gebauten Stadt Aubonne. Seine Wasserfassung liegt am Bach Malarmary bei Montherod westlich von Aubonne. Der Armary-Kanal fliesst quer zum Berghang gegen Osten, quert den Bach Le Roju und erreicht westlich der Siedlung von Aubonne die Domäne von Bougy-Saint-Martin, wo er sich in einem Teilungswerk in zwei Arme aufteilt. Der Stadtkanal erreicht nach 600 m die Stadtsiedlung und lieferte Trinkwasser für die Stadtbrunnen und die Antriebskraft mehrerer Gewerbebetriebe, unter anderem eines Hammer- und eines Sägewerks.
Der ab Bougy-Saint-Martin fünf Kilometer lange Kilometer lange Allaman-Arm durchquert den Rebberg von Trévelin, zu dessen Bewässerung er wohl auch diente. Unterhalb von Trévelin überquert er die Ebene bei L’Alliez, wo er teilweise eingedolt ist. Er führt unterirdisch unter der Autobahn A1 und der Bahnstrecke Lausanne–Genf hindurch und kommt südlich das Bahnhofs von Allaman wieder an die Oberfläche. Beim Schloss Allaman speist er den Schlossweiher, und danach passiert er in südlicher Richtung eingedolt die Hauptstrasse 1. Hier durchquert er den Rebberg von Allaman und danach erreicht er die Obstplantage von La Frésaire. In deren Nähe lag früher die Mühle von Allaman; im 19. Jahrhundert ist durch ein Gerichtsurteil die Verwendung des Kanals zur Verstärkung der Wasserkraft dieses alten Gewerbebetriebs bezeugt. Unterhalb der Terrasse von La Frésaire fliesst der Bach durch den Auenwald auf dem Flussdelta der Aubonne. Am westlichen Rand des Naturschutzgebietes Chanivaz – Delta de l’Aubonne mündet er bei La Pêcherie in den Genfersee.